# Église Sainte-Julienne de Liège
L'église Sainte-Julienne est une église de Liège. Elle est située dans le quartier de Xhovémont.

## Historique
En 1934, la population croissante du quartier de Xhovémont pousse Mgr Kerkhofs, évêque de Liège, à créer une nouvelle paroisse dédiée à sainte Julienne de Cornillon. L'église ne sera consacrée qu'en 1969 par Mgr van Zuylen.